# Symbolum '77
Symbolum '77, comunemente noto come Tu sei la mia vita, è un canto liturgico cattolico, usato come canto processionale di comunione nelle chiese cattoliche italiane di rito romano e ambrosiano.
È stato scritto nel 1977 da don Pierangelo Sequeri e pubblicato nel fascicolo In cerca d'autore da ed. Rugginenti, Milano, 1978. È approvato dalla Conferenza Episcopale Italiana nel Repertorio Nazionale di canti per la liturgia al n.388 per l'uso durante la Messa.
Fu composto da don Pierangelo Sequeri per il sabato in Traditione Symboli del 1977, ossia il sabato prima della domenica delle Palme, in cui, nel rito ambrosiano, si ricorda la consegna del Credo (Symbolum) ai catecumeni.
Secondo un'intervista allo stesso don Sequeri pubblicata da Avvenire nel 2007 il canto sarebbe il più eseguito durante la Messa in Italia. La sua popolarità è tale che spesso ci si riferisce ad esso semplicemente come Symbolum.
È stato tradotto in diverse lingue, come inglese, spagnolo, portoghese,  arabo.

## Nella cultura di massa
Il canto religioso è stato interpretato anche dai Timoria, nell'album Un Aldo qualunque sul treno magico: è citato dal gruppo veneziano Calle della Morte, nell'EP A Dio e nel brano L'hai messa in banca del gruppo rap Flaminio Maphia.
È stato cantato, ancora, in Faccia d'angelo dai componenti della Mala del Brenta mentre facevano la rapina con il furgone.
Il motivo del brano viene inoltre ripreso nella produzione progressive/trance del 1997 Symbolum 77 (Oboe Express Stassy) di Image e nel 2007 nel brano hardstyle Y.R.L.M. di Julian DJ & Davide Sonar.
Nel settimo episodio della seconda stagione di Boris, il personaggio interpretato da Corrado Guzzanti costringe il personaggio interpretato da Alessandro Tiberi a cantare insieme il brano.

## Varie versioni
esistono varie versioni di questa canzone, suonate nei più svariati modi.
- Tu sei la mia vita -Sampey instrumental    (19 febbraio 2023)